# Lợn đảo Auckland
Lợn đảo Auckland là một giống lợn hoang dã (nhưng hiện nay được bảo tồn) của nhóm lợn nhà (Sus scrofa) được tìm thấy và có nguồn gốc bản địa trên đảo Subilearctic Auckland, New Zealand. Tổ tiên của giống lợn này đã sinh sống trên đảo từ năm 1807, và với vị thế là một loài xâm lấn, có tác động môi trường đáng kể.

## Lịch sử
Vào thế kỷ 18 và 19, người châu Âu đã thả lợn trong nước trên nhiều hòn đảo cận chiến. Nhiều bài giới thiệu về lợn đã được đưa đến Auckland không có người ở như một nguồn thức ăn cho các thủy thủ bị mắc kẹt hoặc đến thăm những con cá voi; lần đầu tiên diễn ra vào năm 1807, với các lần thả thêm lợn vào năm 1840, 1842 và thập niên 1890. Vào cuối thế kỷ 19, hòn đảo này đã quản lý một số lượng lớn lợn có nguồn gốc hỗn hợp, phần lớn không bị xáo trộn cho đến cuối thế kỷ 20, giao phối để tạo ra một quần thể địa phương đặc biệt.

## Phân bố và sinh cảnh
Vào cuối thế kỷ 20, số lượng lợn đáng kể chiếm toàn bộ hòn đảo, với số lượng đực và nái ngang nhau. Chế độ ăn của lợn rất đơn giản, bao gồm chủ yếu là thực phẩm từ thực vật. Ở vùng cao, chúng ăn nhiều loại thực vật và giun đất khác nhau. Những con sống ở bờ biển cũng ăn nhiều loại thực vật, nhưng chế độ ăn uống của chúng cũng bao gồm vỏ cây, động vật không xương sống, phần còn lại của chim chết và sư tử biển và những thứ sư tử biển nôn ra.